# Júlio da Rosa
Júlio da Rosa (Flamengos, ilha do Faial, 24 de maio de 1924 — Horta, 13 de novembro de 2015), mais conhecido por Monsenhor Júlio da Rosa, foi um sacerdote católico, historiador, jornalista e publicista, que se destacou no panorama intelectual da cidade da Horta.

## Biografia
Júlio da Rosa nasceu na freguesia dos Flamengos, filho de José da Rosa da Silveira e de Maria da Rosa da Silveira, naturais da Freguesia da Praia do Norte. Após concluir o ensino primário na escola da Praia do Norte, iniciou em Outubro de 1938 o curso do Seminário Episcopal de Angra, em Angra do Heroísmo, que concluiu em 1949. Nesse mesmo ano foi ordenado presbítero, a 2 de junho de 1949, e iniciou a sua carreira como sacerdote católico.
A sua primeira nomeação paroquial foi para a paróquia de Nossa Senhora das Angústias, da cidade da Horta, onde iniciou funções como vigário cooperador a 8 de Dezembro de 1949. Manter-se-ia nessa paróquia durante mais de 60 anos, nela trabalhando até falecer. Paralelamente à sua actividade como pároco, foi docente no Liceu Nacional da Horta entre 1957 e 1977 e assegurou várias funções administrativas e culturais, entre as quais a de director do Museu da Horta, após a institucionalização do regime autonómico e por convite formulado pela Secretário Regional da Educação e Cultura, tendo exercido as funções em seguida da sua fundação entre 1977 e 1994.
Demonstrando ao longo de toda a sua carreira sacerdotal um grande empenho nas causas sociais, fundou em 1955, a Casa dos Rapazes, um centro de convívio vocacionado para a formação de jovens que funcionaria até 1971. Também em 1955 coordenou a instalação na paróquia de uma secção do Corpo Nacional de Escutas e pouco depois da Associação Guias de Portugal. A partir de 1956 manteve um grupo coral na Igreja das Angústias e em 1960 fundou uma Conferência Vicentina para assistência aos mais pobres da freguesia, instituição que ainda perdura. Em 1966 fundou uma cozinha paroquial para fornecimento de alimentos aos mais carenciados, que funcionou até 1974. Também manteve uma Escola Paroquial, cujo alcance pedagógico e social foi assinalável. Ainda nesta linha de empenho social por sua iniciativa foi iniciado em Setembro de 2004 o funcionamento de um Centro Social Paroquial, englobando as componentes de apoio aos tempos livres das crianças (ATL) e de centro de dia para idosos. Também por sua iniciativa foi criada a Fundação Mater Dei, a que presidiu até falecer.
Ainda no campo religioso, como apoio à divulgação e dinamização da vida pastoral da Paróquia das Angústias, fundou em 1959 o boletim paroquial A Vida, que ainda se publica. Também desempenhou as funções de comissário da Ordem Terceira de São Francisco na ilha do Faial entre 1963 e 1993 e de comissário da Ordem Terceira do Carmo naquela ilha entre 1973 e 2005. Nestas últimas funções teve papel relevante na reabilitação da Igreja do Carmo da Horta, e convento anexo, parcialmente património daquela ordem.
Para além da actividade de âmbito religioso, manifestou desde cedo forte pendor para o desenvolvimento da actividade intelectual e cívica, distinguindo-se no plano de iniciativas de significativo impacto na vida cultural da ilha do Faial. Em 1955 foi um dos fundadores do Núcleo Cultural da Horta, de que veio a ser vice-presidente e presidente entre os anos de 1968 a 1988. Por sua iniciativa, no ano de 1990 foi fundada, na ilha do Faial, a Academia Mariana dos Açores. A sua actividade cultural levou a que participasse em instituições de índole cultural sediadas em outras ilhas, sendo um dos fundadores do Instituto Açoriano de Cultura (de Angra do Heroísmo), sócio-correspondente do Instituto Histórico da Ilha Terceira e do Instituto Cultural de Ponta Delgada e e membro da Sociedade Afonso Chaves (de Ponta Delgada).
Foi orador sacro afamado. Participou como orador em múltiplos congressos e colóquios, apresentando comunicações cuja publicação se encontra dispersa pelas respectivas actas. Prefaciou obras diversas, maioritariamente no campo religioso e da historiografia do Faial. O seu interesse pelo jornalismo e pelo publicismo manifestou-se também muito cedo, desde os tempos de seminarista, pois 1946 já colaborava nas páginas do jornal diocesano A União (de Angra do Heroísmo). Tem uma vasta obra dispersa pelos periódicos açorianos, com destaque para os das ilhas do Faial e Pico.
Foi fundador do Museu de Arte Sacra da Horta para o qual reuniu um vasto repositório de peças de arte sacra que se encontravam dispersas por diversos templos da ilha do Faial. O Museu abriu ao público em 1965, na Igreja de Nossa Senhora do Rosário da cidade da Horta, mais conhecida por Igreja de São Francisco por estar anexa ao Convento de São Francisco daquela cidade, museu este que tem hoje sede na Igreja do Carmo e que tem no seu acervo expositivo uma parte da sua coleção pessoal. 
Reconhecendo a participação nas comemorações do Centenário da Morte do Infante D. Henrique, foi-lhe concedida em 1960 a comenda da Ordem do Infante D. Henrique. Pelo seu empenho cívico e pela projecção social da sua obra foi feito comendador da Ordem do Mérito a 10 de Junho de 1994. A Santa Sé, em sinal de reconhecimento pela sua obra ao serviço da pastoral diocesana concedeu-lhe em 2006 o título de Monsenhor.
Faleceu a 13 de novembro de 2015 de causas naturais no Hospital da Horta, com 91 anos de idade.

## Obra publicada
- (1956) "A família Garret na ilha do Faial". Boletim do Núcleo Cultural da Horta, Horta, 1 (1): 46-79.
- (1959) "A Assunção de Nossa Senhora na Tradição Açoriana". Ponta Delgada, Insulana.
- (1965) "A consciência de comunidade na vida e história do povo açoriano". Horta, III Semana de Estudos dos Açores. (1969), Em louvor do V Centenário do Povoamento da ilha do Faial : 1468-69 e 1868-1869. Horta, Ed. Correio da Horta.
- (1976) "O culto eucarístico na iniciação do povoamento das ilhas do Atlântico e suas constantes no Arquipélago dos Açores". Angra do Heroísmo, União.
- (1976) "Nossa Senhora das Angústia Senhora Povoadora, Padroeira da ilha do Faial". Angra do Heroísmo, União.
- (1985) Nossa Senhora das Angústias na Ermidinha de Santa Cruz, 1.ª Paróquia na ilha, 1468. Freguesia na vila e cidade da Horta, 1684-1984. Lisboa, Ed. Oficinas Ramos, Afonso e Moita, L.da.
- (1989) Visita da Imagem Peregrina de Nossa Senhora de Fátima ao Faial, 1989. Horta, Ed. O Telégrafo.
- (1989) A Cidade da Horta : Cinquenta anos da sua vida cultural, religiosa e artística nas décadas de 40 a 80. Vol. 1, Horta, Serafim Silva Artes Gráficas.
- (2005) Ribeira Funda, Povo sem História : com tradição, habitat, religião, arte e cultura. Horta, Ed. da Fundação «Mater Dei».
- (2006) Nossa Senhora das Angústias. Senhora Povoadora. Padroeira da Ilha do Faial. Edição bilingue, East Providence, Ed. António Andrade.